# Фред Хејз
Фред Волас Хејз млађи (енгл. Fred Wallace Haise Jr.; Билокси, 14. новембар 1933) бивши је амерички пилот, ваздухопловни инжењер, астронаут. Изабран је за астронаута 1966. године. Носилац је Председничке медаље слободе, највишег америчког цивилног одликовања.
Пре него што је изабран за астронаута, летео је као борбени пилот при Маринском корпусу САД (1954—1956) и Америчком ратном ваздухопловству (1961—1962). Служио је и у Ваздухопловној националној гарди савезне државе Оклахома (1957—1959), а 1961. је био ангажован током Берлинске кризе.
Након војне службе запослио се у НАСА, као истраживачки пилот, и послат је на курс за пробног пилота у ваздухопловној бази Едвардс, Калифорнија, који је успешно завршио 1964. године. Две године касније изабран је за астронаута. Једини лет у свемир био му је у својству пилота лунарног модула на Аполу 13. Један је од 24 човека који су путовали на Месец. Провео је непуних шест дана у свемиру. Резерва на мисијама Аполо 8, Аполо 11 и Аполо 16. Био је предвиђен као командант лета Аполо 19 на Месец (као што су Вилијам Поуг и Џери Кар били за пилота командног, односно лунарног модула), али је ова мисија отказана 1970. године. Након Аполо програма, прешао је у Спејс-шатл програм и био је један од четворице искусних пилота који су тестирали шатл у оквиру АЛТ пројекта, али није полетео ниједном у свемир као командант или пилот ове летелице. По напуштању НАСА-е 1979, радио је за компанију Граман, из које је отишао у пензију 1996. године. Члан је неколико кућа славних и носилац бројних друштвених признања, цивилних и војних одликовања.
Забележио је преко 9.300 часова лета, од тога 6.200 на млазњацима.
Средњу школу је завршио 1950. године и стекао диплому из новинарства на Перкинстон Џуниор Колеџу 1952. године. На крају студија се озбиљно заинтересовао за авијацију и тако приступио пилотском морнаричком кадетском програму. Дипломирао је ваздухопловну технику 1959. на Универзитету Оклахоме. Године 1972, завршио је курс менаџмента на Пословној школи Харварда. Женио се два пута и има четворо деце из првог брака. У младости је био члан Младих извиђача САД и имао је чин Star Scout.

## У популарној култури
Глумац Бил Пакстон је глумио Хејзов лик у филму Аполо 13, базираном на књизи Изгубљени Месец коју је написао Џим Лавел. Сам Хејз је истакао да му се филм допао и да га је гледао више пута.

## Галерија
- Фред Хејз, 1966. године
- Хејз и Џим Лавел (лево) током обуке за лет Апола 13, 1969. године
- Хејз у Аполо свемирском оделу, 1969. године
- Фред Хејз током обуке за шетњу по Месецу, 1970. године
- Хејз (лево), Џим Лавел у средини и Џек Свајгерт (десно) уочи полетања, 1970. године
- Хејз као пилот Спејс-шатла, 1976. године
- Фред Хејз (други слева) са колегама из пројекта АЛТ испред шатла Ентерпрајз, 1976. године
- Фред Хејз (лево) и Гордон Фулертон у Ентерпрајзу током АЛТ пројекта, 1977. године
- Фред Хејз са групицом младих извиђача, 1995. године
- Фред Хејз са амблемима НАСА-иних мисија, 2000. године
- Фред Хејз, 2015. године
- Фред Хејз са групом колега астронаута, 2016. године